# Вељке Страцини
Вељке Страцини (слч. Veľké Straciny) насељено је мјесто са административним статусом сеоске општине (слч. obec) у округу Вељки Кртиш, у Банскобистричком крају, Словачка Република.

## Становништво
| Година:    | 1994. | 2004.    | 2014.    | 2024.   |
| ---------- | ----- | -------- | -------- | ------- |
| Број људи: | 172   | 153      | 175      | 173     |
| Разлика:   |       | -11,04 % | +14,37 % | -1,14 % |

| Година:    | 2023. | 2024.   |
| ---------- | ----- | ------- |
| Број људи: | 174   | 173     |
| Разлика:   |       | -0,57 % |

Према подацима о броју становника из 2011. године насеље је имало 165 становника.